# Loroco
Fernaldia pandurata
Espèce
Classification phylogénétique
Le Loroco (Fernaldia pandurata) est une espèce de plantes à fleurs de la famille des Apocynaceae  originaire du Salvador. La fleur, aromatique, est comestible. Elle est depuis toujours utilisée dans la cuisine salvadorienne.